# Карел Махачек
Карел Махачек (чеськ. Karel Macháček; 15 вересня 1889 — 25 травня 1973, Прага) — чехословацький дипломат. Генеральний консул Чехословаччини у Львові (1937—1939)

## Життєпис
Народився 15 вересня 1889 року. У 1913 році закінчив юридичний факультет, а також приватну бізнес-школу Вертгеймера.
З 1913 року працював на австрійській державній службі, у травні 1915 року мобілізований до австро-угорської армії. У травні 1919 року вступ до лав чехословацької армії, що формувалася.
У лютому 1920 р. призначений віце-консулом, а згодом віце-консулом у консульстві в Спліті, звідки пізніше (1921 р.) переведений до Ополя, а після скасування цього консульства — до консульства в Бреслау (нині Вроцлав). З грудня 1927 року працював другим секретарем посольства у Бухаресті, після повернення (1925) працював у відділі соціального забезпечення адміністративного відділу МЗС. У листопаді 1935 року після скасування польською владою екзекватури консула Я. Долежала, очолив чехословацьке консульство в Познані аж до його закриття в березні 1936 р.
З початку серпня 1937 року очолював чехословацьке консульство у Львові як консул. 22 березня 1939 року після німецької окупації Чехії він передав свій офіс німцям і наприкінці квітня повернувся до Праги. Праги. Після повернення під протекторат, у середині серпня 1939 року, після ліквідації Міністерства закордонних справ, був призначений заступником бюджетного офіцера Міністерства громадських робіт. Після війни він працював у Міністерстві транспорту, а в 1947 році потрапив під слідство за те, що здав німцям свою канцелярію. На службу до Міністерства закордонних справ не повернувся.